# Las nenas del siete
Las nenas del siete es una película de comedia musical mexicana de 1955 dirigida por Roberto Rodríguez y protagonizada por Manolín y Shilinsky, junto a las actrices, Rosa de Castilla y Luz María Aguilar. 
Se trata de unas vividoras que aprovechan sus encantos para conquistar a los hombres, trabajando en un centro nocturno y luciendo unos minishorts muy escandalosos para la época; pronto conocen a sus próximas víctimas: Manolín y Shilinsky.

## Argumento
La película inicia con Manolín en su vivienda, en el lecho de muerte de su padre, Don Manolo. Este le dice a su hijo que sea cuidadoso con la tienda de antigüedades (que es su herencia), y le pide que si un día se queda desamparado y todos le vuelven la espalda, le prometa colgarse de una cuerda en el techo de su habitación. Manolín promete y Don Manolo muere. Shilinsky cree que Manolín recibió una cuantiosa herencia, y empieza a trabajar para tratar de adueñarse de una parte de ella. 
En la misma vecindad donde vive Manolín, unas bailarinas de carpa llamadas Quica y Cuca, también conocidas como "Las Nenas del Siete", practican bajo la dirección de "Mesié", un tipo supuestamente francés. Shilinsky es novio de Cuca, y habla con ella y Quica para que esta última trate de enamorar a Manolín, a fin de tenderle una trampa que los lleve a adueñarse de la herencia. Como "Mesié" también tiene influencia con las nenas, también él pretende ser partícipe de la estafa.
Cuando lo están velando, Don Manolo resucita momentáneamente y le dice a Manolín que entierre la cabeza de su abuelo que está en la tienda de antigüedades. Le dice que él mismo no la pudo enterrar porque concede deseos y riquezas, pero es muy peligrosa. Shilinsky también se entera de eso después.
Shilinsky lleva a Manolín a la carpa donde cantan y bailan Quica y Cuca. Mientras tanto, también el dueño de la carpa hace sus planes para invertir en su negocio con lo que le estafen a Manolín, pues también a él Shilinsky lo invitó a participar en el fraude. Después de ver actuar a las nenas, Shilinsky lleva a Manolín con Quica y luego se van a cenar a un restaurante de lujo. Como no llevan para pagar, el dueño los hace actuar a todos: Quica, Cuca, Manolín y Shilinsky.
Después de esto, Manolín trata de enterrar la cabeza de su bisabuelo, pero Shilinsky no se lo permite para convencerlo de pedirle deseos y riquezas. Para ello, manda a Quica a convencerlo de darle dinero, con el clásico pretexto de la madre enferma. Luego pide como primer deseo (de cinco posibles) 10 mil pesos. 
Después le avisan que su tienda de antigüedades se acaba de quemar, y al ir a revisar, encuentra una póliza de seguros por 10 mil pesos. Parte de ese dinero va a parar a manos de Quica, mientras que lo demás se reparte entre Cuca, Shilinsky, "Mesié" y el dueño de la carpa. Este último lo lleva a imaginar que un día Manolín tendrá su propia carpa. 
Para seguir complaciendo a las nenas y a los otros involucrados, Manolín le pide a su bisabuelo otros 50 mil. Entonces una mujer moribunda le extiende un cheque por esa cantidad, producto de una deuda que nunca saldó con Don Manolo. Nuevamente Manolín reparte ese dinero con los abusones, quienes lejos de mostrarse satisfechos piden más. Ahora tiene que alquilar una casa nueva y comprar un auto, joyas, etc.
Después de gastar el dinero, y ante las demandas cada vez más voraces de los otros, pide a su bisabuelo medio millón. Va a la Villa a agradecer a la virgen, y ahí una carterista le desliza una cartera que se robó. Cuando Manolín encuentra la cartera entre sus ropas, halla un billete de la lotería que, según escucha en el radio en el mismo momento, es el número premiado por medio millón. 
Al irse a la casa, todos empiezan a confabularse para robarle el dinero, y llegan al extremo de secuestrar a Quica para forzarlo a entregar el medio millón. Manolín le pide a su abuelo su cuarto deseo, que consiste en tener la fuerza para rescatar a su novia de los malhechores, lo cual logra, pero al escapar, Quica sufre un accidente y va a dar al hospital.
Entonces Manolín le pide a su bisabuelo el quinto deseo, que consiste en que Quica se salve. Estando en el hospital se entera de que la salud de Quica no mejora, sino que va de mal en peor. También se entera de que el billete de lotería era de un sorteo diferente y no estaba premiado. Como ya no hay dinero, todos le vuelven la espalda.
Manolín se va a su casa y, fiel a su promesa con su padre, se cuelga de la soga en el techo de su vivienda. Al colgarse, las vigas y el techo se rompen y caen joyas y dinero, además de una nota escrita por su padre, donde le explica que lo de la cabeza era una broma y que esa era la verdadera herencia. 
Después llegan a su casa a decirle que finalmente Quica sí se repuso y Manolín se va a verla al hospital, donde finalmente se comprometen amorosamente.

## Elenco
- Manuel Palacios «Manolín» como Don Manolo / Manolín.
- Estanislao Schillinsky como Shilinsky.
- Rosa de Castilla como Quica.
- Luz María Aguilar como Cuca.
- Eduardo Alcaraz como Empresario.
- Lucha Palacios como Eulalia
- José «El Ojón» Jasso como Profesor.
- Lupe Carriles como Doña Menencianita.
- Conchita Gentil Arcos como Doña Toñita.
- Azucena Rodríguez
- Guillermo Álvarez Bianchi
- Cecilia Leger como Clienta de tienda.
- Francisco Pando
- José Pardavé
- Óscar Jaimes
- Kika Meyer como Cobradora.
- Julio Sotelo como Médico.